# HD 150416
HD 150416，又名BD-17 4618，SAO 160046、HR 6196，中國名稱為東咸增一，是一颗恒星，视星等为4.96，位于銀經0.82，銀緯18.43，其B1900.0坐标为赤經16h 35m 47.3s，赤緯-17° 18.43′ 55″。